# セリーヌ・ディオン
セリーヌ・マリー・クローデット・ディオン（仏: Céline Marie Claudette Dion [selin djɔ̃] ( 音声ファイル)、1968年3月30日 - ）は、カナダの歌手。

## 人物
カナダ人歌手として史上最多売上記録を持つほか、全世界での総売上枚数は2億枚を超えている。1990年代には、「ビコーズ・ユー・ラヴド・ミー」、「イッツ・オール・カミング・バック・トゥ・ミー・ナウ」や、1997年公開の映画『タイタニック』の主題歌になった「マイ・ハート・ウィル・ゴー・オン」の世界的大ヒットなどで、ディオンは英語圏、フランス語圏におけるポピュラーミュージック界で有名となった。
1991年に母国カナダ最大の音楽賞ジュノー賞で年間最優秀女性ヴォーカリストを受賞して以降、1999年まで同賞20冠の最優秀タイトルを獲得している。全米では『FALLING INTO YOU』で最優秀アルバム賞、「マイ・ハート・ウィル・ゴー・オン」で最優秀レコード賞など計5回のグラミー賞を受賞している。ニールセン・サウンドスキャンの集計で、ディオンは全米で2番目に売れた女性アーティストであり、『FALLING INTO YOU』と『レッツ・トーク・アバウト・ラヴ』はいずれもアメリカ国内でダイアモンドに認定されているほか、イギリスでは売り上げが100万枚を超えるシングルが2枚ある唯一の女性アーティストでもある。また、1995年のアルバム『フレンチ・アルバム』は、フランス語アルバムとしては史上最多売上枚数を記録した。全世界におけるアルバム売上枚数が1億7500万枚を上回った直後の2004年、ディオンは最多売上枚数の女性アーティストを決めるワールド・ミュージック・アワードでショパールダイヤモンド賞を受賞している。
ディオンが曲を発売するたび、その圧倒的な声量と技術的に卓越した歌唱力が評価の対象となっている。
その音楽は、ポップス、ロック、R&B、ソウルのほかに、ゴスペル、クラシックなど幅広いジャンルに影響されていて、ファンや評論家にはディオン自身の声、歌詞の持つ本来の意味を歌い上げる能力などが高く評価されている。
もともとフランス語が母語であるが、英語も日常的に使っている。

## 来歴
カナダ東部のケベック州はフランス系移民（フランス系カナダ人）の多い地域であり、フランス語（カナダ・フランス語）が公用語となっている。1968年、ディオンはそのケベック州のシャルルマーニュ（モントリオール郊外）で、14人兄弟の末っ子として生まれた。
幼少より、たぐいまれな歌の才能を発揮した。その才能を早くから見抜いたのがルネ・アンジェリルで、のちにディオンの音楽マネージャー、さらにはディオンの夫となる人物である。アンジェリルはディオンの才能に惚れ込み、自宅を抵当に入れてまでディオンのデビューアルバムの発売資金を調達するなどして、尽力した。

### キャリア
ディオンはさまざまなジャンルの音楽の影響を受け、12歳でプロとしてデビューした。

#### 1980年代

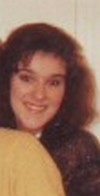
1986年

1981年にフランス語のファースト・アルバムを発売。ファーストアルバム発売後、数多くのツアーの誘いがあったにもかかわらず、アンジェリルは「この才能をつぶすわけにはいかない」という理由ですべての依頼を断った。
1982年、「第13回ヤマハ世界歌謡音楽祭」出場のために初訪日し金賞を獲得した。1984年にはパリのオランピア劇場に最年少で出演。
1980年代初頭に多くリリースしたフランス語アルバムに続き、1986年にはCBSレコードカナダと契約した。1987年の8枚目のアルバム『INCOGNITO』（インカニート）は地元ケベック州で大ヒットとなり、音楽関係者にその存在を知られるようになった。1988年のユーロビジョン・ソング・コンテストで「スイス代表」として出場し、スイス勢32年ぶりの優勝を勝ち取るなど、数多くの国際コンテストの賞を総なめにした。このようにして
1980年代には国際的な認知を得はじめていた。
カナダで活動していた当時、ディオンは英語がまったく話せず、英語での簡単な会話すらできなかった。つまりディオンはカナダ・フランス語しか話せなかったのだが、その後英語を猛勉強した。

#### 1990年代
ディオンは最初の英語のアルバムのレコーディングのために、デイヴィッド・フォスターとともにロス・アンジェルス（L.A.）に居を移した。なおこの時点で、ディオンはL.A.に知り合いがひとりもいない状態だった。
1991年に初の英語アルバム『ユニゾン』を発売し、世界的スターへの道を歩みはじめる。

1992年にはアルバム『Celine Dion』を発売。
1991年の『美女と野獣』（上述の『Celine Dion』にも集録）、1997年の『タイタニック』など、数多くの映画にサウンドトラックを提供し、また1996年のアトランタオリンピックの開会式で『パワー・オブ・ザ・ドリーム』を歌った。
1994年、初の訪日公演。12月17日にアンジェリルと結婚。
日本ではフジテレビの1995年のドラマ『恋人よ』の主題歌に使われた「トゥ・ラヴ・ユー・モア」が130万枚以上を売り上げる大ヒットとなった。この曲にはクライズラー&カンパニーが参加した（この縁で1996年からのワールドツアーに3年間、葉加瀬太郎が参加）。
1995年に発売されたフランス語アルバム『フレンチ・アルバム』がフランス国内で400万枚を超える売上となり、歴代最高売上記録となる。この功績により翌年1996年にフランス政府より芸術文化勲章を授与される。
1997年、2度目の来日公演、全国6都市10公演のアリーナツアー。

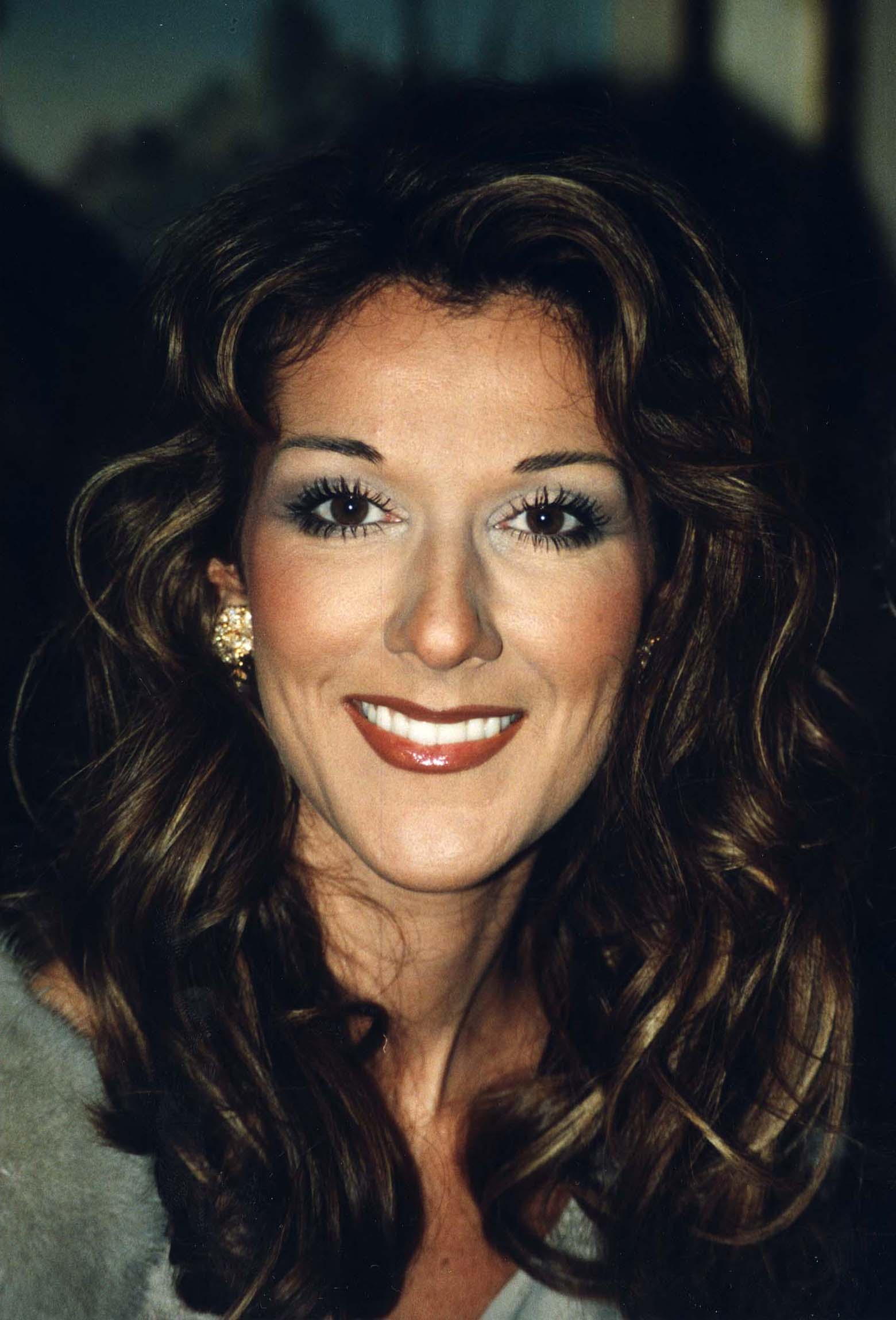
1998年、ワシントンD.C.でのセリーヌ

1998年、ケベック国家勲章（National Order of Quebec）、カナダ勲章（Order of Canada）を受勲。
1999年、3度目の来日公演、全国3都市5公演のドームツアー。ベストアルバム『ザ・ベリー・ベスト』発売と同時に活動休止を発表。
1990年代にはアンジェリルのマネージメントのもと、エピック・レコードとの契約、英語アルバムやそれまでと同様にフランス語アルバムのリリースを経て世界的な名声を獲得し、ポップミュージックの歴史上もっとも成功したアーティストのひとりとなっていた。しかし人気絶頂であった1999年、自身の出産や、癌を患っていた夫との時間を大切にしたいとの理由から芸能活動の休止を発表した。

#### 2000年代
2002年には活動を再開し、アルバム『ア・ニュー・デイ・ハズ・カム』で復帰。2003年からはネバダ州パラダイス（ラスベガス都市圏の一部）のシーザーズ・パレスコロシアムにおいて専用の劇場ショーを契約し、New Day... Live in Las Vegasという定期公演を毎晩3年間（のちに2007年までに延長）にわたって継続した。

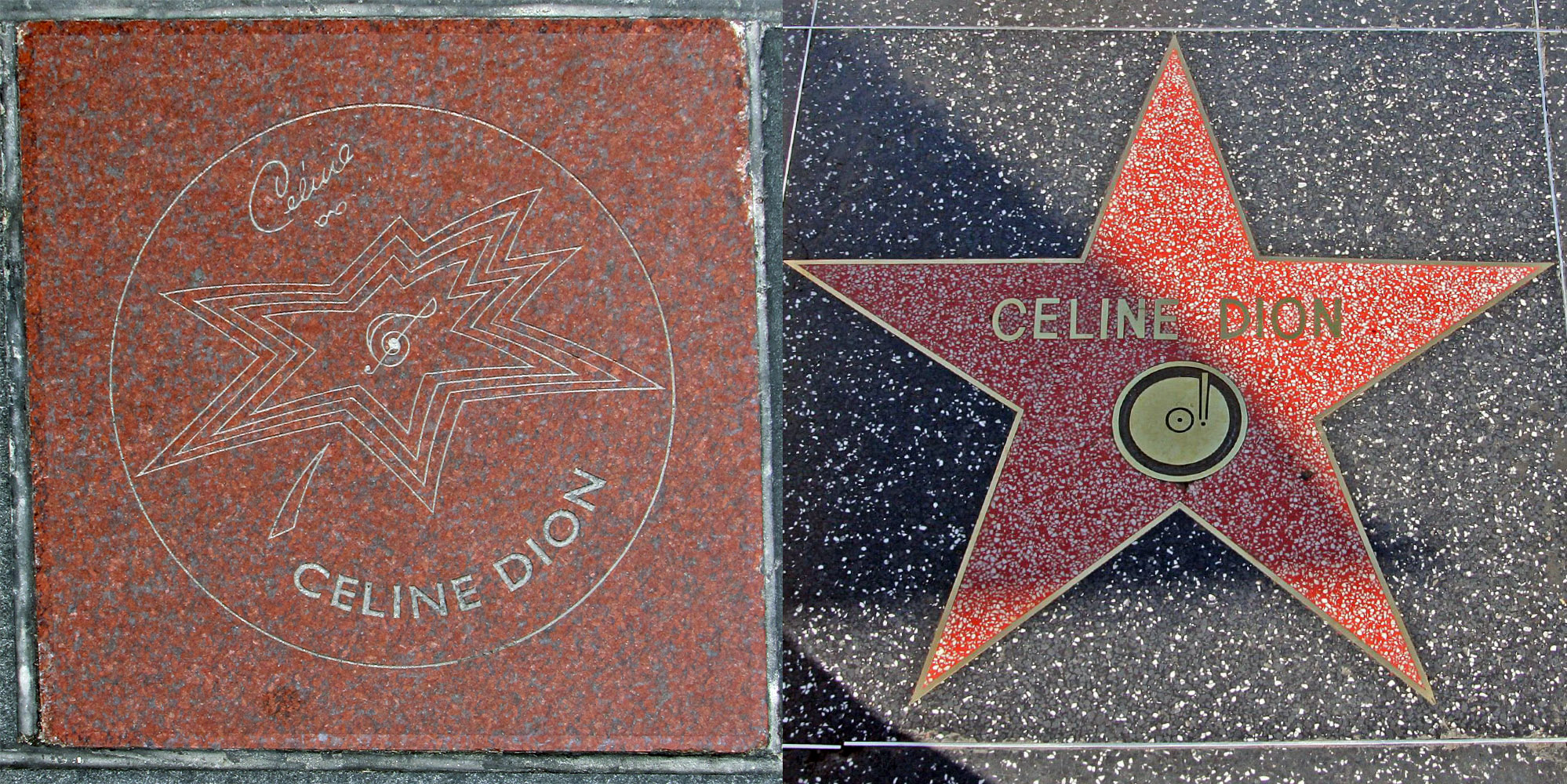
カナダ・ウォーク・オブ・フェーム（左）とハリウッド・ウォーク・オブ・フェーム（右）の星

2005年1月6日、スターの名前を刻んだハリウッド・ウォーク・オブ・フェームに2,244人目の仲間入りをした。このときの全世界でのセールスは1億5千万枚。
2007年1月、アメリカの経済誌『フォーブス』がエンターテイメント界で活躍する女性で資産の多い女性トップ20を発表し、総資産303億円で第5位にランクインした。2007年11月7日、アルバム『Taking Chances』を日本先行でリリース。

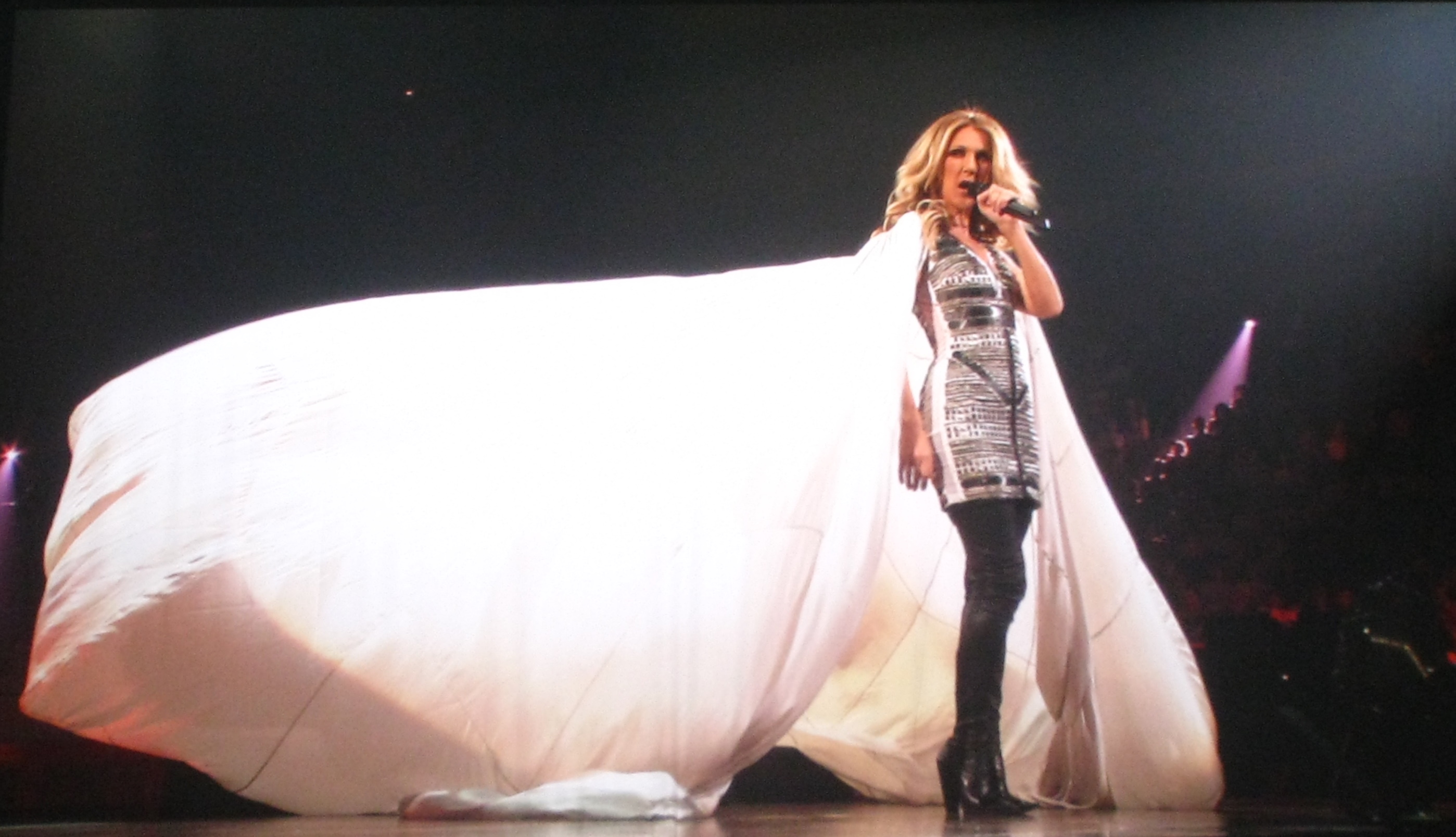
モントリオール公演（2008年）

2008年2月14日から10年ぶりとなるワールドツアー『Taking Chances』を行なった。2008年には9年ぶりとなる4度目の来日公演（東京・大阪で全4公演のドームツアー）を行なった。
2008年から現在に至るコンサートでは、尊敬するクイーンのフレディ・マーキュリーへのトリビュートとして「ウィ・ウィル・ロック・ユー」と「ショウ・マスト・ゴー・オン」を歌っている。

#### 2010年代
2011年3月15日よりシーザーズ・パレス・ホテルの特設コロシアムにて2度目の長期公演「セリーヌ」を開始。2019年6月8日まで計1,141回行なわれた。

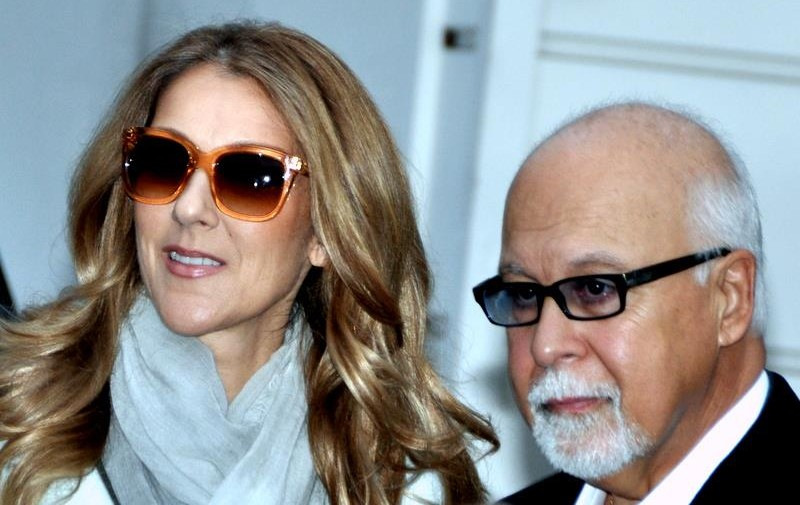
2012年、夫のルネ・アンジェリル（右）と

2014年11月11日から19日に5度目の訪日公演が予定されていたが、マネージャーでもある夫の看病や家族との時間に専念するため、またディオン本人も喉に炎症が起きる病気を患い完治していなかったため、全公演中止となった。これに伴い、7月29日以降ラスベガスで予定されていた公演の無期限中止、アジアツアーの全日程も中止となった。
2015年8月27日、ラスベガスのシーザーズ・パレスのショーから復帰。
2016年1月14日に夫、その2日後の16日には兄を亡くす。

#### 2020年代

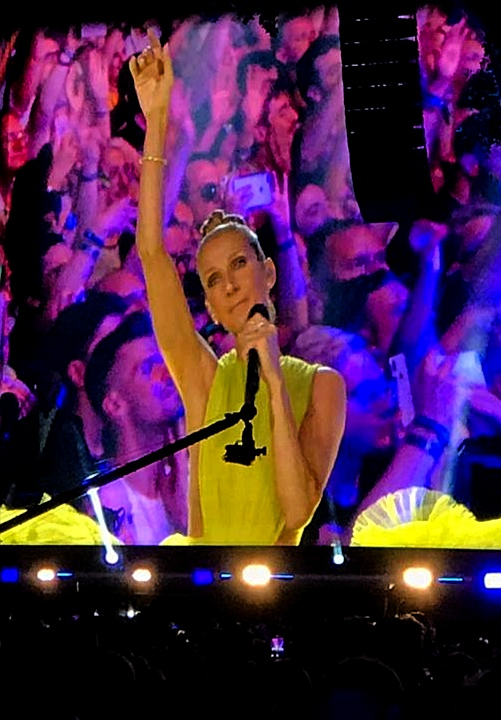
ハイド・パークでのパフォーマンス（ロンドン、2019年）

2022年12月8日、痛みを伴う筋肉の硬直や痙攣などの症状が出る難病「スティッフパーソン症候群」と診断されたことを明らかにし、翌年のツアーの延期や中止を発表した。
2024年7月26日、パリオリンピック開会式にて、「愛の讃歌」を歌唱。エッフェル塔の特設ステージからの開会式を締め括る歌唱として登場した。

## ディスコグラフィ（抜粋）
| - 1990年: ユニゾン - 1992年: セリーヌ・ディオン - 1993年: ラヴ・ストーリーズ - 1996年: FALLING INTO YOU - 1997年: レッツ・トーク・アバウト・ラヴ - 2002年: ア・ニュー・デイ・ハズ・カム - 2003年: ワン・ハート - 2007年: Taking Chances - 2013年: ラヴド・ミー・バック・トゥ・ライフ - 2019年: Courage | - 1987年: Incognito - 1991年: フランス物語〜セリーヌ・ディオン、プラモンドンを歌う - 1995年: フレンチ・アルバム - 1998年: 愛するだけでよかったら - 2003年: 1人の女と4人の男 - 2007年: 愛のうた - 2012年: Sans attendre - 2016年: Encore un soir |

### シングル
| 年   | シングル                                                                              | 最高位 | 最高位 | 最高位 | 最高位 |
| 年   | シングル                                                                              | 加     | 米     | 英     | 日     |
| ---- | ------------------------------------------------------------------------------------- | ------ | ------ | ------ | ------ |
| 1990 | 「哀しみのハートビート」                                                              | 6      | 4      | 72     | —      |
| 1992 | 「イフ・ユー・アスクト・ミー・トゥ」                                                  | 3      | 4      | 57     | —      |
| 1992 | 「ビューティー・アンド・ザ・ビースト〜美女と野獣」 (ピーボ・ブライソンとのデュエット) | 2      | 9      | 9      | —      |
| 1993 | 「パワー・オブ・ラヴ」                                                                | 1      | 1      | 4      | —      |
| 1993 | 「ジギィ」                                                                            | —      | —      | —      | —      |
| 1994 | 「シンク・トワイス」                                                                  | 14     | 95     | 1      | —      |
| 1995 | 「トゥ・ラヴ・ユー・モア」 with クライズラー&カンパニー                               | —      | —      | —      | 1      |
| 1995 | 「愛をふたたび」                                                                      | —      | —      | 7      | —      |
| 1995 | 「私は知らない」                                                                      | —      | —      | —      | —      |
| 1996 | 「ビコーズ・ユー・ラヴド・ミー」                                                      | 1      | 1      | 5      | —      |
| 1996 | 「イッツ・オール・カミング・バック・トゥ・ミー・ナウ」                                | 2      | 2      | 3      | —      |
| 1997 | 「オール・バイ・マイセルフ」                                                          | —      | 4      | 6      | —      |
| 1997 | 「愛を伝えて〜Tell Him」 (バーブラ・ストライサンドとのデュエット)                     | 12     | —      | 3      | —      |
| 1998 | 「ザ・リーズン」                                                                      | —      | —      | 11     | —      |
| 1998 | 「マイ・ハート・ウィル・ゴー・オン」                                                  | 14     | 1      | 1      | 34     |
| 1998 | 「イモータリティ」(ビージーズとのデュエット)                                          | —      | —      | 5      | —      |
| 1998 | 「アイム・ユア・エンジェル」 （R・ケリーとのデュエット）                              | 37     | 1      | 3      | —      |
| 1998 | 「愛するだけでよかったら」                                                            | —      | —      | —      | —      |
| 2000 | 「アイ・ウォント・ユー・トゥ・ニード・ミー」                                          | 1      | —      | —      | —      |
| 2001 | 「風に吹かれるままに」 (ガルーとのデュエット)                                         | —      | —      | —      | —      |
| 2002 | 「ア・ニュー・デイ・ハズ・カム」                                                      | 2      | 22     | 7      | —      |
| 2003 | 「アイ・ドローヴ・オール・ナイト」                                                    | 1      | 45     | 27     | —      |
| 2003 | 「男たちの金すべて」                                                                  | 2      | —      | —      | —      |
| 2005 | 「あなたを忘れない」                                                                  | —      | —      | —      | —      |
| 2007 | 「愛のうた」                                                                          | —      | —      | —      | —      |
| 2007 | 「Taking Chances」                                                                    | —      | 54     | —      | —      |

## ツアー
| 年              | ツアー名                         | 音源                                                                    |
| --------------- | -------------------------------- | ----------------------------------------------------------------------- |
| 1983年 - 1984年 | Les chemins de ma maison tournée | なし                                                                    |
| 1985年          | C'est pour toi tournée           | ビニールレコード Céline Dion en concert                                 |
| 1988年          | Incognito tournée                | なし                                                                    |
| 1990年 - 1991年 | Unison Tour                      | VHS Unison                                                              |
| 1992年 - 1993年 | Celine Dion Tour                 | なし                                                                    |
| 1994年 - 1995年 | The Colour of My Love Tour       | DVD、VHS The Colour of My Love Concert; CD À l'Olympia                  |
| 1995年          | D'eux Tour                       | DVD、VHS Live à Paris; CD Live à Paris                                  |
| 1996年 - 1997年 | Falling into You Tour            | VHS Live in Memphis                                                     |
| 1998年 - 1999年 | Let's Talk About Love Tour       | DVD、VHS Au cœur du stade; CD Au cœur du stade                          |
| 2003年 - 2007年 | A New Day...                     | DVD Live in Las Vegas - A New Day...; CD A New Day... Live in Las Vegas |
| 2008年 - 2009年 | Taking Chances Tour              | なし                                                                    |

## 関連した作品
2021年、フランスの女優、映画監督のヴァレリー・ルメルシェがディオンの半生をモチーフにしたフィクション映画『ヴォイス・オブ・ラブ』（原題: Aline）をリリースした。
2024年、AmazonMGMスタジオ から自身のドキュメンタリー映画『I am（I Am: Celine Dion ）』とサウンドトラック『I am:Celine Dion』が公開。Amazon Prime Videoで視聴ができる。